# Aartsbisdom Juba

Overzicht van de katholieke bisdommen in Soedan en Zuid-Soedan. Bisdom Juba is nummer 8.

Het aartsbisdom Juba is een rooms-katholiek aartsbisdom in Zuid-Soedan. Kardinaal-priester Stephen Ameyu Martin Mulla is aartsbisschop van Juba.